# 자갈

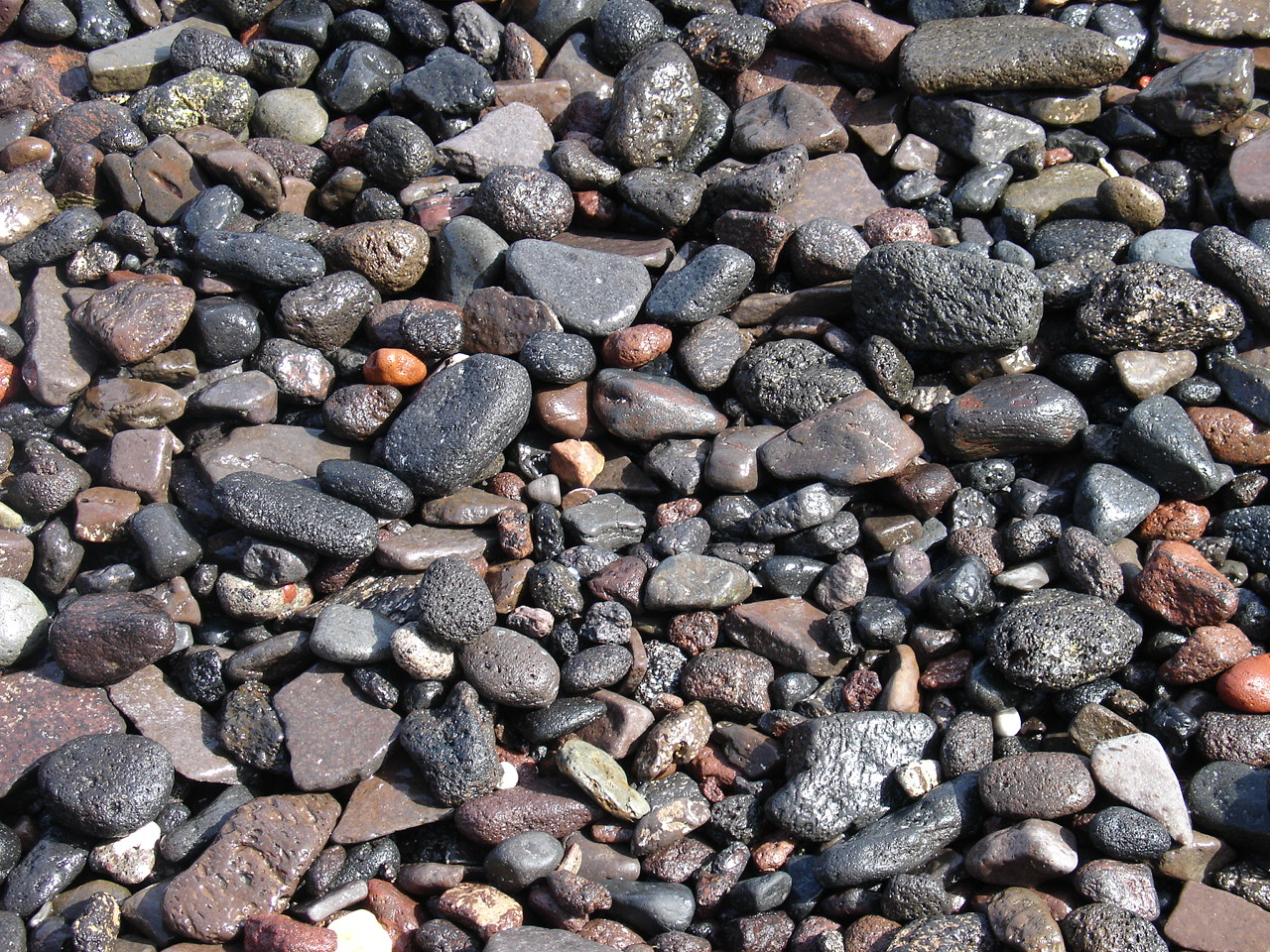
자갈들

자갈(gravel)이란, 알갱이의 직경이 2mm 이상의 암설로 모래보다 크다. 한자어로 역(礫)이라고도 한다.
자갈은 입자 크기 범위에 따라 분류되며 과립 크기부터 바위 크기 조각까지 크기 등급이 포함된다. 헤드랜드-웬트워스(Udden-Wentworth) 규모에서 자갈은 입상 자갈(2~4mm 또는 0.079~0.157인치)과 자갈 자갈(4~64mm 또는 0.2~2.5인치)로 분류된다. ISO 14688 자갈의 등급은 고운 것, 중간인 것, 거친 것 등으로 분류되며, 가는 자갈의 범위는 2~6.3mm(0.079~0.248인치), 거친 자갈의 경우 20~63mm(0.79~2.48인치)이다. 1입방미터의 자갈은 일반적으로 약 1,800kg(4,000lb) 또는 1입방야드의 무게는 약 3,000lb(1,400kg)이다.
자갈은 다양한 용도로 사용되는 중요한 상용 제품이다. 전체 자갈 생산량의 거의 절반이 콘크리트용 골재로 사용된다. 나머지 대부분은 도로 기초 또는 도로 표면(아스팔트 또는 기타 바인더 유무에 관계없이)으로 도로 건설에 사용된다. 자연적으로 발생하는 다공성 자갈 퇴적물은 높은 수리 전도성을 가지므로 중요한 대수층이 된다.

## 세분
자갈은 입자의 크기에 의해서 한층 더 세분된다.
- 거력(巨礫, boulder) : 지름이 256mm보다 큰 것.
- 대력(大礫, cobble) : 지름이 64~256mm의 것.
- 소력(小礫, pebble) : 지름이 4~64mm의 것.
- 세력(細礫, granule) : 지름이 2~4mm의 것.

입자가 모나 있는 경우는 각력(角礫, rubble)이라고 한다.
| 암석 | 미국표준체 mesh | mm                              | 분류                          |
| ---- | --------------- | ------------------------------- | ----------------------------- |
| 역암 | -               | 4096 1024 256                   | 거력 (巨礫, Boulder)          |
| 역암 | -               | 64                              | 왕자갈 (Cobble)               |
| 역암 | 5               | 16 4                            | 자갈 (Pebble)                 |
| 역암 | 6 7 8 10        | 3.36 2.83 2.38 2.00             | 알갱이 (Granule)              |
| 사암 | 12 14 16 18     | 1.68 1.41 1.19 1.00             | 극조립사암 (Very Coarse Sand) |
| 사암 | 20 25 30 35     | 0.84 0.71 0.59 0.50 (1/2)       | 조립사암 (Very)               |
| 사암 | 40 45 50 60     | 0.42 0.35 0.30 0.25 (1/4)       | 중립사암 (Medium)             |
| 사암 | 70 80 100 120   | 0.210 0.177 0.149 0.125 (1/8)   | 세립사암 (Fine Sand)          |
| 사암 | 140 170 200 230 | 0.105 0.088 0.074 0.0625 (1/16) | 극세립사암 (Very Fine Sand)   |
| 머드 | 270 325         | 0.053 0.044 0.037 0.031 (1/32)  | 조립실트 (Coarse Silt)        |
| 머드 | -               | 0.0156 (1/64)                   | 중립실트 (Medium Silt)        |
| 머드 | -               | 0.0078 (1/128)                  | 세립실트 (Fine Silt)          |
| 머드 | -               | 0.0039 (1/256)                  | 극세립실트 (Very Fine Silt)   |
| 머드 | -               | 0.0020 이하                     | 점토 (Clay)                   |

## 같이 보기
- 퇴적물 - 자갈, 모래, 진흙(실트, 점토)
- 역암